# عواء الخمسينات

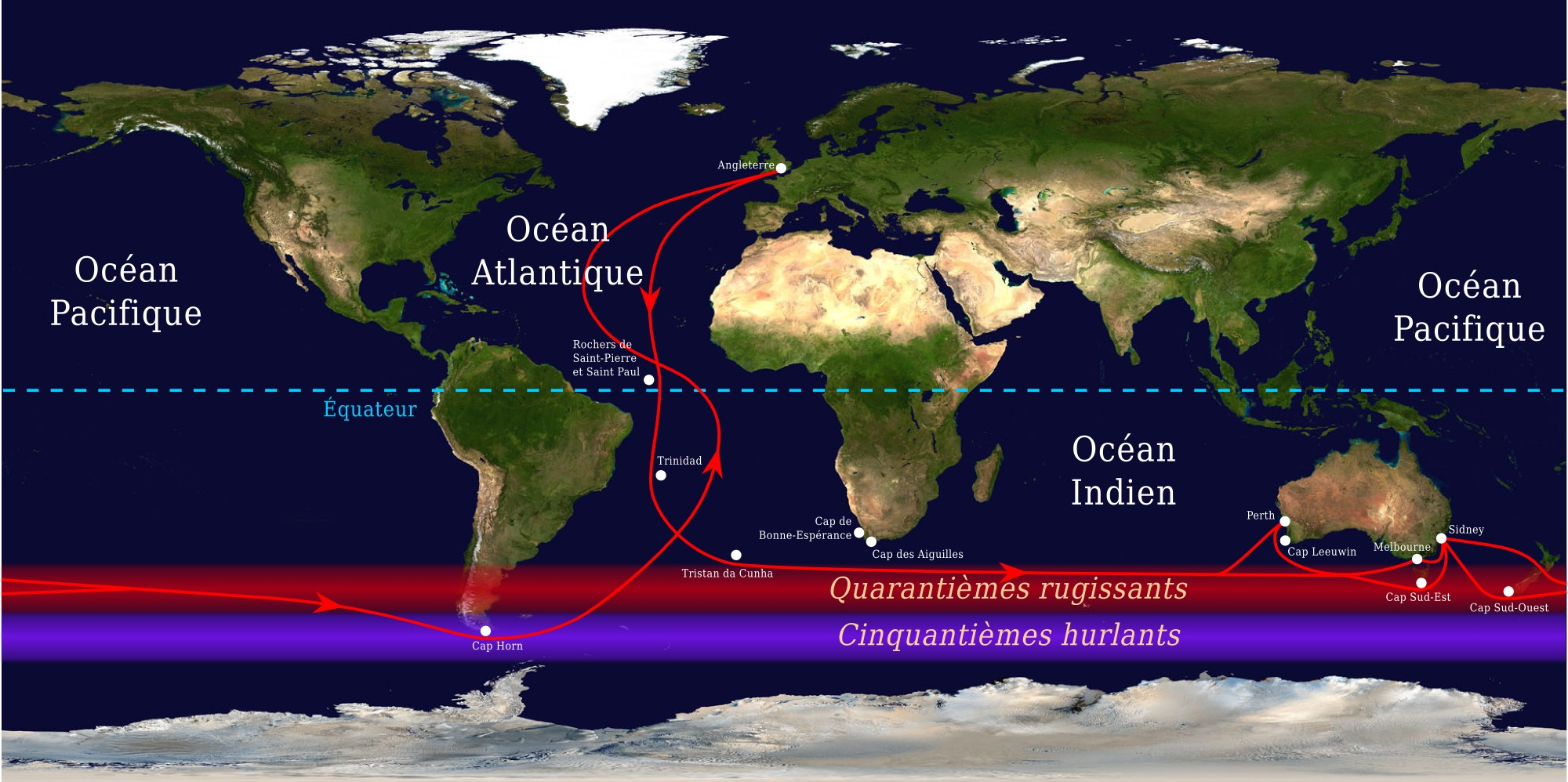
ويتبع الطريق التجاري القوارب الشراعية بين إنجلترا وأستراليا ونيوزيلندا أربعينيات صاخبة وعواء الخمسينيات.

عواء الخمسين هو الاسم المعين إلى خطوط العرض الواقعة بين 50° و60° جنوب التشابه في المنطقة من المحيط الجنوبي، بالقرب من القطب الجنوبي وبشكل وثيق فيما يتعلق المناخات التي يجد المرء في هذه المنطقة. : رياح شديدة وغزيرة في الغالب.
يقع كايب هورن الشهير، في اقصى الجنوب أمريكا الجنوبية، تحت خط العرض 54 درجة جنوب خط الاستواء في هد الشريط من الرياح.